# Mariusz Wollny
Mariusz Wollny (ur. 25 lipca 1958 we Wrocławiu) – polski pisarz, z wykształcenia etnograf, autor powieści, książek popularnonaukowych i opowiadań dla dzieci.

## Życie osobiste
Żonaty, ma trzy córki.

## Publikacje[1][3]
- Historia jak bajka, czyli poczet Piastów dla dzieci („Bellona”, Warszawa 1997)
- Co za historia („Aksjomat”, Kraków 1998)
- Kazimierz Wielki, wizjoner i reformator („Helicon”, Kraków  2000)
- Był sobie król... I, czyli poczet Piastów dla dzieci („Bellona”, Warszawa 2003, wyd. rozszerzone)
- Był sobie król... II, czyli poczet Jagiellonów dla dzieci („Bellona”, Warszawa 2004)
- Bardzo bzdurne bajdurki („Skrzat”, Kraków 2005)
- Krew Inków, rzecz o awanturnikach końca XVIII wieku („Muza”, Warszawa 2006; wyd. 2, „Alter”, Kraków 2012)
- Tropem smoka, bajeczny przewodnik po magicznym Krakowie dla dzieci i młodzieży („Fundacja dla Uniwersytetu Jagiellońskiego”, Kraków 2006; wyd. 2, Kraków 2007)
- Kacper Ryx („Otwarte”, Kraków 2007)
- Kacper Ryx i król przeklęty („Otwarte”, Kraków 2008)
- Oblicze Pana („Otwarte”, Kraków 2009)
- Jak Lolek został papieżem („Skrzat”, Kraków 2009)
- Kacper Ryx i tyran nienawistny („Otwarte”, Kraków 2010)
- Kacper Ryx i król alchemików („Otwarte”, Kraków 2012)
- Tropem smoka, przewodnik po Magicznym Krakowie (nowe wydanie „Alter”, Kraków 2012; wydane również po angielsku Tracing the dragon, a fabulous guide to Cracow i hiszpańsku Persiguiendo al Dragón, guía fantástica de Cracovia)
- Krwawa jutrznia („Otwarte”, Kraków 2013)
- Z Kacprem Ryksem po renesansowym Krakowie. Przewodnik („Alter”, Kraków 2014)
- Krwawa jutrznia. Straceńcy („Otwarte”, Kraków 2014) – kontynuacja powieści Krwawa jutrznia.
- Krwawa jutrznia. Mściciel („JaMa”, Kraków 2015) – kontynuacja powieści Krwawa jutrznia.